# Жуківка (річка)
Жуківка — річка в Україні, у Лугинському районі Житомирської області. Ліва притока Повчанки (басейн Прип'яті).

## Опис
Довжина приблизно 10 км. Висота витоку річки над рівнем моря — 184 м; висота гирла над рівнем моря — 156 м; падіння річки — 28 м.

## Розташування
Бере початок у лісовому масиві в урочищі Жуків. Спочатку тече на південний схід, потім на південний захід у межах села Буда. В селі Повч впадає в річку Повчанку, ліву притоку Жерева.

## Риби Жуківки
У річці водяться бистрянка, окунь, верховодка, пічкур та плітка звичайна.